# 畢祿山鼠李
畢祿山鼠李（学名：Rhamnus pilushanensis）为鼠李科鼠李屬下的一个种。